# 오늘은 좋은날
오늘은 좋은날은 1992년 11월 19일부터 1999년 5월 8일까지 문화방송에서 방송되었던 코미디 프로그램이다.

## 역대 방송 시간
| 1992년 11월 19일 ~ 1993년 4월 8일   | 매주 목요일 밤 8시 5분 ~ 9시                |
| 1993년 4월 17일 ~ 1994년 4월 9일    | 매주 토요일 저녁 6시 10분 ~ 7시             |
| 1994년 4월 16일 ~ 1994년 6월 11일   | 매주 토요일 저녁 5시 10분 ~ 6시             |
| 1994년 6월 14일 ~ 1994년 10월 4일   | 매주 화요일 저녁 7시 10분 ~ 8시             |
| 1994년 10월 20일 ~ 1995년 4월 13일  | 매주 목요일 밤 8시 5분 ~ 9시                |
| 1995년 4월 23일 ~ 1995년 10월 15일  | 매주 일요일 저녁 6시 ~ 7시                  |
| 1995년 10월 22일                    | 일요일 저녁 5시 40분 ~ 6시 40분             |
| 1995년 10월 29일 ~ 1996년 3월 3일   | 매주 일요일 저녁 5시 50분 ~ 6시 50분        |
| 1996년 3월 8일 ~ 1996년 6월 14일    | 매주 금요일 저녁 7시 30분 ~ 8시 25분        |
| 1996년 6월 23일 ~ 1996년 10월 6일   | 매주 일요일 저녁 5시 10분 ~ 6시             |
| 1996년 10월 13일                    | 일요일 밤 12시 55분 ~ 1시 45분              |
| 1996년 10월 24일 ~ 1996년 12월 26일 | 매주 목요일 저녁 7시 30분 ~ 8시 25분        |
| 1997년 1월 2일                      | 목요일 저녁 6시 20분 ~ 7시 30분             |
| 1997년 1월 9일 ~ 1997년 2월 20일    | 매주 목요일 저녁 7시 30분 ~ 8시 25분        |
| 1997년 2월 27일                     | 목요일 저녁 7시 5분 ~ 8시 25분 (200회 특집) |
| 1997년 3월 6일 ~ 1998년 9월 3일     | 매주 목요일 저녁 7시 30분 ~ 8시 25분        |
| 1998년 9월 13일 ~ 1998년 10월 18일  | 매주 일요일 저녁 6시 ~ 6시 50분             |
| 1998년 10월 28일 ~ 1998년 12월 23일 | 매주 수요일 저녁 7시 20분 ~ 8시 10분        |
| 1999년 1월 6일 ~ 1999년 1월 20일    | 매주 수요일 저녁 7시 30분 ~ 8시 25분        |
| 1999년 1월 30일 ~ 1999년 5월 8일    | 매주 토요일 저녁 5시 10분 ~ 6시             |

## 역대 출연자
- 배일집
- 배연정
- 이홍렬 (귀곡산장, 한국단편문학 걸작선, 별들의 고향, 인민군 쫄병수칙, 벽뚫고 퓨쳐, 꼴찌 교실)
- 임하룡 (축구, 세상 밖으로, 귀곡산장, PD는 피곤해, 인류 최초의 병원, 인류 최초의 코메디언, 부르르 브라더스, VIP, 요지경 가족, 큰나라 사람들, 인민군 쫄병수칙, 벽뚫고 퓨쳐, 꼴찌 교실, 월매전, 장미빛 인생, 건망증 가족, 가난한 날의 행복, 무공해 형제)
- 한무
- 이성미 (한국단편문학 걸작선, 큰집 사람들, 꼴찌 교실)
- 이경애 (무거운 사랑, 건망증 가족, 가난한 날의 행복, 장미빛 인생)
- 안문숙 (소녀의 기도, 분장실 25시, 요지경 가족)
- 이경규 (축구, 타잔, 분장실 25시, 요지경 가족, 큰나라 사람들, PD는 피곤해, 부르르 브라더스, 별들에게 물어봐)
- 김정렬 (열부열전)
- 김명덕
- 김보화
- 최병서
- 황기순
- 배영만
- 이재포
- 이경실 (열부열전)
- 김성은
- 김종하
- 서승만 (건망증 가족, 월매전, 헬프미 퇴마)
- 김수진 (저 하늘에도 슬픔이, 운수 좋은 날 [한국단편문학 걸작선], 별들의 고향, 호동왕자와 낙랑공주, 그대 안의 블루, 인민군 쫄병수칙, 벽뚫고 퓨처)
- 김용만
- 이영자 (인류 최초의 병원, 내일은 빛나리, 한방에 두 가족, 사랑방 손님과 어머니)
- 최성훈 (축구, 세상 밖으로, 인류 최초의 병원, 춤추는 인력거, 별들의 고향, 소녀의 기도, 그대 안의 블루, 인민군 쫄병수칙, 벽뚫고 퓨처)
- 이휘재 (인류 최초의 병원, 인류 최초의 코메디언, 저 하늘에도 슬픔이, 한국단편문학 걸작선, 별들의 고향, 그대 안의 블루, VIP, 인민군 쫄병수칙, 벽뚫고 퓨쳐, 꼴찌 교실)
- 김한석 (인류 최초의 코메디언, 벽뚫고 퓨쳐, 꼴찌 교실)
- 이상아
- 전미선
- 김예분
- 정선희
- 윤정수
- 이의정 (요지경 가족, 타잔, 춤추는 인력거)
- 박상아 (벽뚫고 퓨쳐, 큰집 사람들, 꼴찌 교실)
- 조혜련 (건망증 가족, 매일 그대와, 가난한 날의 행복, 세상의 모든 딸들, 울엄마)
- 박명수 (강박관념, 소녀의 기도, 콩돌 팥돌, 월매전, 문간방 아이들, 무공해 형제, 헬프미 퇴마)
- 서경석 (장미빛 인생, 월매전, 헬프미 퇴마, 가난한 날의 행복, 따오기, 울엄마)
- 이윤석 (건망증 가족, 장미빛 인생, 가난한 날의 행복, 매일 그대와, 월매전, 허리케인 블루)
- 김학도
- 홍기훈 (축구, 춤추는 인력거, 건망증 가족, 월매전, 무공해 형제, 매일 그대와)
- 표영호
- 나경훈
- 오승환
- 강호동 (강박관념, 세상 밖으로, 인류 최초의 코메디언, 분장실 25시, 저 하늘에도 슬픔이, 소나기, 한국단편문학 걸작선, 타잔, 호동왕자와 낙랑공주, PD는 피곤해, 큰나라 사람들, 그대 안의 블루, VIP, 꼴찌 교실)
- 김영대 (소나기)
- 서춘화
- 정성한
- 정찬우
- 김태균
- 김가연
- 김광희
- 김철민
- 김소정
- 정준하
- 김진수 (건망증 가족, 장미빛 인생, 헬프미 퇴마, 허리케인 블루)
- 고명환
- 김효진 (건망증 가족, 장미빛 인생, 헬프미 퇴마, 가난한 날의 행복, 울엄마)
- 정성호
- 이정용
- 한재진
- 김자옥 (세상의 모든 딸들)
- 김현철
- 전영미
- 노정렬
- 정경숙
- 고명환
- 배호근
- 문경훈
- 전광희
- 정성호
- 고정호
- 이칠선
- 강우석
- 방용화
- 방실이 (춤추는 인력거, 열부열전)
- 강수지 (큰나라 사람들, 분장실 25시)
- 홍서범 (큰나라 사람들, 요지경 가족, PD는 피곤해, 열부열전)
- 투투
- 강민 (소녀의 기도)
- 재키 림 (무공해 형제)

## 역대 코너

### 귀곡산장
- 출연 : 이홍렬, 임하룡

### 위기의 남자
- 출연: 최성훈, 임하룡, 이휘재, 이홍렬, 이영자, 故전미선

### 사랑방 손님과 어머니
- 출연 : 이휘재, 전미선, 이영자, 최성훈

### 한 방의 두 가족 → 내일은 빛나리
- 출연 : 최성훈, 이영자, 故전미선, 이홍렬

### 형사수첩
- 출연:임하룡,최성훈

### 이상한 부부
- 출연:이휘재,이상아

### 큰집 사람들
- 출연 : 이홍렬, 이성미, 이휘재, 박상아

### 한국단편문학걸작선
- 출연: 이홍렬, 이성미, 임하룡, 이휘재, 박상아, 김한석

### 저하늘에도 슬픔이
- 출연: 이휘재, 강호동

### 못다한 이야기
- 출연: 임하룡, 이성미, 이홍렬

### 꼴찌교실
- 출연: 이홍렬, 임하룡, 강호동, 이휘재, 김한석, 박상아

### PD는 피곤해
- 출연: 이경규,강호동

### 소나기
- 출연 : 강호동, 김영대 (강포동), 박주미 (전기), 이주영 (후기), 박규리

### 타잔!
- 출연: 이경규, 강호동

### 별들에게 물어봐
- 출연 : 이경규

### 소녀의 기도
- 출연 : 안문숙, 박명수, 최성훈, 강민

### 문간방 아이들
- 출연 : 박명수, 최성훈, 정성한, 이경애

### 공부합시다
- 출연 : 홍기훈, 이의정, 박명수, 임하룡

### 벽뚫고 퓨쳐
- 출연:임하룡, 이홍렬, 이휘재, 이영자, 최성훈

### 매일 그대와
- 출연 : 홍기훈, 조혜련

### 무거운 사랑
- 출연 : 강호동, 이경애

### 아버지와 아들
- 출연 : 이홍렬, 이휘재, 이상아, 이영자

### 요지경가족
- 출연:임하룡,홍서범,이의정,안문숙

### 미스테리 극장
- 출연 : 이경규, 홍기훈, 김서라

### 강박관념
- 출연 : 박명수, 강호동, 이윤석

### 스타식당
- 출연 : 이경규,강호동

### 산중별곡
- 출연 : 임하룡,강호동

### 건망증 가족
- 출연 : 이윤석, 조혜련, 김효진, 정성호, 임하룡

### 춤추는 인력거
- 출연:이의정,임하룡,박명수,강민,최성

### 월매전
- 출연 : 임하룡, 홍기훈, 박명수, 이윤석

### 스타 일해봅시다
- 출연 : 최성훈

### 말단사원 홍두깨
- 출연 : 홍기훈, 배일집, 김예분, 정찬우, 김태균, 김효진, 정성호, 임하룡

### 홍비홍
- 홍콩 영화 <황비홍>을 패러디한 코너.
- 출연 : 홍기훈, 황기순, 김진수, 이윤석, 서승만, 김정렬, 배영만

### 열부열전
- 출연 : 이홍렬, 이경실, 방실이, 서경석, 이윤석, 박명수, 정찬우, 김정렬, 황기순, 홍서범

### 따오기
- 출연 : 서경석, 이윤석, 조혜련, 정찬우, 김태균, 김보화, 이경애, 배일집, 임하룡, 김종하

### 큰형님
- 출연 : 김형일, 박명수, 이윤석, 김현철, 서경석, 서춘화, 정경숙

### 허리케인 블루
- 출연 : 김진수, 이윤석

### 울엄마
- 출연 : 서경석, 김효진, 정성호, 김진수, 조혜련, 박명수, 이윤석, 황기순, 이경실, 이정용, 김현철, 배연정, 홍기훈, 김성은, 전영미

### 세상의 모든 딸들
- 출연 : 故김자옥, 조혜련, 서춘화, 김성은, 김효진, 정성호, 이경실, 배일집, 임하룡, 김진수, 정경숙

### 풍운의 별
- 출연 : 이경실, 홍기훈, 김효진, 정성호, 임하룡, 김진수, 이윤석, 박명수, 정경숙, 이정용, 조혜련, 서경석, 서승만, 김현철, 서춘화, 배일집, 이재포, 전영미

### 이상한 나라의 앨리스
- 출연 : 김효진, 정성호, 조혜련, 이정용, 박명수, 김진수, 서승만, 홍기훈, 서경석, 정경숙, 서춘화, 김현철

### 서승만입니다
- 출연 : 서승만, 이정용, 강민

### MR.X
- 출연 : 서경석, 서승만, 박명수

### 아버지 날 낳으시고
- 출연 : 홍기훈, 김효진, 정성호

### 가족의 기초
- 출연 : 서경석, 임하룡, 정경숙, 이재포, 조혜련

### 허리케인 블루2
- 출연: 김진수, 이경실

### 서승만,이윤석의 그렇습니다
- 출연: 서승만, 이윤석

### 서승만,김형일의 그렇습니다
- 출연: 서승만, 김형일

### 우리말 사랑
- 출연: 김지은(처음), 임하룡, 서승만(처음), 최율미(나중), 이윤석(나중)

### 달인의 길
- 출연: 홍기훈, 박명수, 서경석, 조혜련

### 비련천사
- 출연: 허영란, 김효진, 정성호, 홍기훈.김현철, 김선아, 이윤석, 오승환

### 생각하는 명수
- 출연: 박명수

### 스페이스맨
출연: 김종하, 고명환, 정성호, 김진수

### 데빌 브라더스
- 출연: 김진수, 이윤석, 정성호, 김진수

### 시네마 X파일
- 출연: 박명수

### 지붕 위의 세 여자
- 출연: 정선희, 김효진, 조혜련

### 당신이 잠든사이
- 출연: 정선희, 서경석, 김진수, 홍기훈, 김종하, 서춘화

### 화살코 선생님
- 출연: 서경석, 정선희, 조혜련, 박명수, 오승환, 정경숙, 서춘화, 김진수, 김종하

### 조용한 형제
- 출연; 김상준, 고명환

### 무엇에 쓰는 물건인고? 지하철안에서 눈높이뉴스
- 출연; 김진수, 이윤석, 박명수, 곽정욱

### 비련천사2
- 출연: 허영란, 정선희, 김효진, 정성호, 김진수, 이정용, 김현철, 정경숙, 서춘화

### 혹성 아마조네스
- 출연: 조혜련, 정선희, 김효진, 정성호, 김진수

### 세상에서 가장 슬픈이야기
- 출연: 김진수, 조혜련, 정성호, 정선희

### 신파 마당극 오!순애야
- 출연: 김종하, 조혜련, 정선희,김효진

### 테마 꽁트 퍼레이드 통일만담
- 출연: 정선희,이윤석

### 홍가네 강가네
- 출연; 홍기훈,강남길,김효진